# Castrul roman Arcobadara
Castrul roman Arcobadara este localizat la sud-est de satul Ilișua, județul Bistrița-Năsăud, Transilvania, pe o terasă înaltă a râului Ilișua, pe platoul Măgura, la o distanță de 4 km nord de râul Someșul Mare.
Cercetările la castru au fost începute din secolul al XIX-lea de Jozsef Torma la 1831 și continuate de Károly Torma, care s-a bucurat de prețuirea, ca savant, a lui Theodor Mommsen, pe care l-a avut ca oaspete la Cristeștii Ciceului. Rezultatele muncii acestora au fost sintetizate de Corneliu Gaiu și Radu Zăgreanu în volumul „Inscripții și piese sculpturale din castrul roman de la Ilișua” apărut în 2011.
Pe teritoriul castrului roman de la Arcobadara au fost descoperite 27 de proiectile de piatră pentru baliste. Dintre acestea, 20 au fost realizate din tuf vulcanic, 5 din gresie și 2 din calcar fosilifer. Dimensiunile diametrelor variază între 13,5 cm și 7 cm, cu greutăți cuprinse între 2 kg și sub 1 kg, dar peste 430 g, considerată valoarea minimă pentru proiectile de artilerie. Sunt aproximativ sferice, dar au o porțiune aplatizată.
O altă descoperire arheologică este o placă votivă, datată 213, dedicată lui Caracalla de soldații din Ala I Tungrorum Frontoniana, cu următorul conținut: Imp(eratori) Caes(ari) Marco Aurellio Antonino Pio Feliei Auc(usto) Part(h)ico max(imo) Brit(annico) max(imo) pont(ifici) max(imo) trib(unicia) pot(estate) XVI co(n)s(uli) IIII Optimo Maximoq(ue) principi ala I [T]ung(rorum) Front(oniana) Antoniniana Numini eius semper ac merito devota. Placa votivă se află în prezent la Muzeul Județean Bistrița-Năsăud. 

## Documentație suplimentară
- Sorin Nemeti, Finding Arcobadara; essay on the geography and administration of Roman Dacia (178 p.), Cluj-Napoca, Mega Publishing House, 2014
- Cristian Găzdac, Corneliu Gaiu, Elena Marchiș, Arcobadara (Ilișua), Mega Publishing House Cluj-Napoca, 2011, ISBN 978-606-543-129-4